# 夏尔·亨利·贝克

## 早期生活
贝克出生在海地首都太子港。他的父亲，爱德华·贝克是一个混血工程师，农学家，足球运动员。他的祖父是一名与海地当地女人结婚的英国的圣公会传教士。 贝克的母亲，露易丝·巴兰科是一名混血商人，以及海地第一家连锁超市集团的创始人。 贝克有两名兄弟以及三名姐妹。
在海地上完小学后，贝克前往了美国。 在1972年，贝克从加利福尼亚州雷东多联合高中毕业。他后来前往了佛罗里达州圣莱奥大学攻读商业管理专业，他在1976年获得商业管理文学学士学位。 在1975年，贝克与佛罗伦斯·阿帕伊德结婚，安德烈·阿帕伊德（海地政治活动组织184人集团的领导人）的妹妹结婚。他有五个孩子，以及七个孙辈

## 商业生活
贝克在21岁时便成为了他家庭拥有的连锁超市管理团队的一员。 在他的父亲得病之后，他开始管理他家庭拥有的种植园。贝克家庭种植园种植了甘蔗，香蕉以及香烟。最后，贝克将90英亩的种植园扩张到了210英亩。与此同时，他在1982年至1985年期间，他也是 Comme il faut 公司（海地唯一的香烟公司）的经理助理。
在20世纪80年代末期，贝克购买了服装公司Pantalon Boucanier S.A.。这家公司生产的产品与OIT集团有合作关系并且质量达到国际标准。 这家公司的工作人员只能挣到海地最低工资。但是贝克开创了刺激性工作计划，让工人能挣到比最低工资更多的工资。 贝克公司的产品主要销往沃尔玛等大型公司。
在2000年，贝克加入了海地实业家联盟并且在一年后成为联盟副主席。 
贝克是海地政治组织184人集团的重要成员。184人集团的创立主要是为了反对 让-贝特朗·阿里斯蒂德。 这个集团在2004年组织了对阿里斯蒂德的政变。

## 2006年海地总统大选
在2005年8月，贝克宣布了他对海地总统一职的兴趣。最终贝克和他的Respè党获得了8.24%的选票，输给了勒内·普雷瓦尔。

## 2010年海地总统大选
贝克在2010年大选中依然代表Respè党参加总统大选。 某些新闻报道表示贝克曾试图贿选。